# Etheostoma flavum
Etheostoma flavum е вид лъчеперка от семейство Percidae.

## Разпространение
Видът е разпространен в САЩ.